# Rhabdopholis margaretae
Rhabdopholis margaretae är en skalbaggsart som beskrevs av Harrison 2004. Rhabdopholis margaretae ingår i släktet Rhabdopholis och familjen Melolonthidae. Inga underarter finns listade i Catalogue of Life.